# پینار آیهان
پینار آیهان (ترکی استانبولی: Pınar Ayhan؛ زادهٔ ۲۸ مارس ۱۹۷۲) خوانندهٔ اهل ترکیه است. او همچنین در مسابقه آواز یوروویژن ۲۰۰۰ شرکت کرده بود. آیهان مجری یکی از برنامه‌های سازمان رادیو و تلویزیون دولتی ترکیه است.